# Josef Priller (Jagdflieger)
Josef „Pips“ Priller (* 27. Juli 1915 in Ingolstadt; † 20. Mai 1961 in Böbing) war ein deutscher Luftwaffenoffizier und Jagdflieger während des Zweiten Weltkrieges und Braumeister.

## Leben

### Ausbildung
1935 trat Priller als Fahnenjunker in das Infanterieregiment 19 der Wehrmacht ein. Im Oktober 1936 wechselte er zur Luftwaffe und absolvierte eine Pilotenausbildung in Salzwedel. Nach Abschluss der Ausbildung wurde Priller, inzwischen zum Leutnant befördert, am 1. April 1937 zur I. Gruppe des Jagdgeschwaders 135 versetzt, das im November 1938 zur I./JG 233 umbenannt und im Mai 1939 schließlich als I. Gruppe Teil des unter der Führung von Oberst Theodor Osterkamp neu aufgestellten Jagdgeschwaders 51 wurde.

### Zweiter Weltkrieg
Priller wurde während des gesamten Krieges ausschließlich gegen westliche Alliierte eingesetzt. Am 1. Oktober 1939 wurde er zum Staffelkapitän der 6. Staffel des Jagdgeschwaders 51 ernannt. Am 20. November 1940 wechselte er als Staffelkapitän der 1. Staffel zum Traditionsgeschwader 26 „Schlageter“, welches von Adolf Galland kommandiert wurde. Am 6. Dezember 1941 wurde er Kommandeur der III. Gruppe, am 11. Januar 1943 Kommodore des gesamten Jagdgeschwaders.
Bekannt wurde Priller durch einen Einsatz bei der alliierten Landung in der Normandie. Er und sein Rottenflieger Heinz Wodarczyk flogen den einzigen dokumentierten Einsatz der Luftwaffe am D-Day gegen die alliierten Truppen am Invasionsstrand. 1944 erwähnte Die Deutsche Wochenschau Priller im Beitrag Nr. 699. Am Neujahrstag 1945 nahm das Jagdgeschwader 26 unter der Führung Prillers an dem „Unternehmen Bodenplatte“ gegen alliierte Flugplätze bei Brüssel teil.
Am 28. Januar 1945 wurde Priller, inzwischen Oberst, zum Inspekteur der Jagdflieger Ost ernannt. Ab diesem Zeitpunkt flog er keine Einsätze mehr. Im Mai 1945 ging er in alliierte Kriegsgefangenschaft. Josef Priller absolvierte 1307 Einsätze und schoss 101 Feindflugzeuge ab.

### Brauerei-Unternehmer
Nach dem Krieg studierte Priller an der Hochschule Weihenstephan Brauwesen. Hier wurde er Mitglied der Studentenverbindung Landsmannschaft Bavaria zu Weihenstephan. Nach Beendigung seines Studiums wurde er nach Heirat mit der Eigentümerin Johanna Riegele-Priller Direktor der Augsburger Privatbrauerei Riegele.

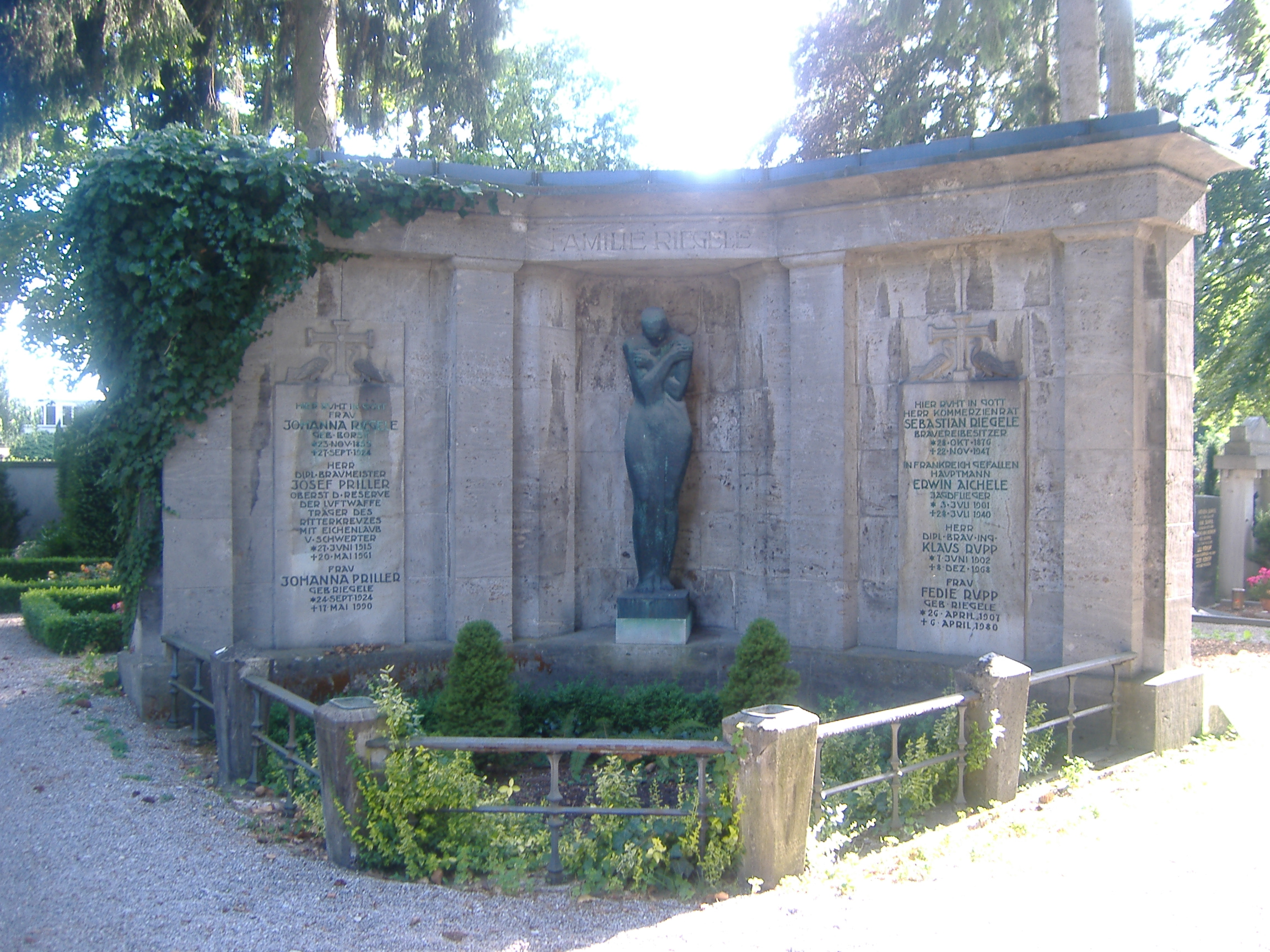
Grabstätte Prillers (links) auf dem Westfriedhof (Augsburg)

1956 publizierte er ein Buch über die Geschichte des von ihm geleiteten Jagdgeschwaders 26 aus seiner Sicht. Von den Produzenten des Films Der längste Tag über die Invasion in der Normandie wurde er Anfang der sechziger Jahre als militärischer Berater beschäftigt. Im Film wurde sein Flug über den Invasionsstrand von Heinz Reincke nachgespielt.
Priller starb am 20. Mai 1961 im Alter von 45 Jahren an einem Herzinfarkt. Flugzeuge der Luftwaffe der Bundeswehr flogen über sein Grab, als er auf dem Augsburger Westfriedhof mit militärischen Ehren bestattet wurde. Sein ältester Sohn, Sebastian (* 1950), wurde 1991 Chef der Riegele-Brauerei.

## Auszeichnungen
- Eisernes Kreuz (1939) II. und I. Klasse
- Verwundetenabzeichen (1939) in Schwarz
- Flugzeugführer- und Beobachterabzeichen
- Ritterkreuz des Eisernen Kreuzes mit Eichenlaub und Schwertern[7]
  - Ritterkreuz am 19. Oktober 1940
  - Eichenlaub am 20. Juli 1941 (28. Verleihung)
  - Schwerter am 2. Juli 1944 (73. Verleihung)
- Deutsches Kreuz in Gold am 9. Dezember 1941[7]
- Frontflugspange für Jäger in Gold mit Anhänger Einsatzzahl „300“

## Ehrungen
Die Städte Augsburg und Fürstenfeldbruck haben Straßen nach Josef Priller benannt.

## Schriften
- Geschichte eines Jagdgeschwaders. Das JG 26 (Schlageter) von 1937 bis 1945, Kurt Vowinckel Verlag, Heidelberg 1956.
  - 2., ergänzte Auflage, bearbeitet von Hans Otto Boehm, Kurt Vowinckel Verlag, Neckargemünd 1962.
  - 3. Auflage, Motorbuch-Verlag, Stuttgart 1980, ISBN 3-87943-712-2.